# Gynoglottis cymbidioides
Gynoglottis cymbidioides – gatunek roślin z monotypowego rodzaju Gynoglottis z rodziny storczykowatych (Orchidaceae). Jest endemitem wyspy Sumatra w Azji Południowo-Wschodniej. Rośliny są epifitami i rosną wśród mchów w górskich lasach na wysokościach od 1500 m do 1900 m n.p.m.

## Morfologia
Kłącze pnące, pseudobulwy rosnące w zwartych grupach, cylindryczne z dwoma lancetowatymi liśćmi na szczycie. Kwiatostan rozgałęziony z dużą liczbą kwiatów. Kwiaty odwrócone, białe i pachnące. Warżka złota z białym brzegiem. Kwiaty posiadają cztery pyłkowiny.

## Systematyka
Gatunek sklasyfikowany do rodzaju Gynoglottis, do podplemienia Coelogyninae w plemieniu Arethuseae, podrodzina epidendronowe (Epidendroideae), rodzina storczykowate (Orchidaceae), rząd szparagowce (Asparagales) w obrębie roślin jednoliściennych.
W 2021 gatunek został zakwalifikowany i przeniesiony do rodzaju Coelogyne.